# コッラルト・サビーノ
コッラルト・サビーノ（伊: Collalto Sabino）は、イタリア共和国ラツィオ州リエーティ県にある、人口約380人の基礎自治体（コムーネ）。

## 地理

### 位置・広がり
リエーティ県南部のコムーネ。県都リエーティから南南東へ34kmの距離にある。

#### 隣接コムーネ
隣接するコムーネは以下の通り。 括弧内のAQはラクイラ県所属を示す。
- カルソーリ (AQ)
- コッレジョーヴェ
- マルチェテッリ
- ネスポロ
- ペスコロッキアーノ
- トゥラーニア

### 気候分類・地震分類
コッラルト・サビーノにおけるイタリアの気候分類 (it) および度日は、zona F, 3148 GGである。
また、イタリアの地震リスク階級 (it) では、zona 2B (sismicità media) に分類される。

## 文化・観光
「イタリアの最も美しい村」クラブ加盟コムーネである。

## 姉妹都市
- La Tagnière、フランス